# Siriella mexicana
Siriella mexicana är en kräftdjursart som beskrevs av Brattegard 1970. Siriella mexicana ingår i släktet Siriella och familjen Mysidae. Inga underarter finns listade i Catalogue of Life.